# El derecho de nacer (2001)
El derecho de nacer é uma telenovela mexicana produzida por Carlos Sotomayor para a Televisa e exibida pelo Canal de las Estrellas entre 5 de fevereiro e 25 de maio de 2001, substituindo Abrázame muy fuerte e antecendo Sin pecado concebido.
Essa terceira versão da radionovela de Félix B. Caignet foi adaptada por Fernanda Villeli e Marcela Fuentes-Berain.
A trama foi protagonizada por Kate del Castillo e Saúl Lisazo, com atuações estrelares de Gabriela Goldsmith, Sabine Moussier e Diana Bracho e antagonizada por Carlos Bracho e Maite Embil.

## Enredo
A jovem Maria Elena pede ajuda a um médico, para que ele pratique um aborto, já que não quer ter seu filho, mesmo o doutor, para impedir isto começa a contar sua história, a qual recae na familia Del Junco, uma das familias mais importantes da cidade de Veracruz. Está é integrada por Don Rafael, o estritor patriarca, sua esposa Clemencia, uma mulheer abnegada, e suas filhas, Maria Elena e Matilde, que estão sob os cuidados de María Dolores, sua babá, que é uma mulher negra.
Maria Elena tem um romance com Alfredo Martínez, e resulta em uma gravidez , razão pela qual ele a abandona. Seu pai ao saber sobre a gravidez, reage com fúria e pouco tempo depois para que  Maria Elena não seja vista assim por todos, a manda para uma propidade que tem longe da cidade, junto com sua babá. Após nascer seu filho, Rafael dá ordens a Bruno, o capataz para que mate o recém nascido. Uma noite Bruno leva para longe o bebê de Maria Elena para obedecer o mandado de Don Rafael, mas de repente chega María Dolores para impedir esse ato tão maldoso.
Tanto Bruno como María Dolores tem que tomar uma decisão drástica, pois para que Don Rafael não saiba que o bebê segue vivo, María Dolores foge com o pequeno e Bruno mata um animal e apresenta o filhote ensanguentado para que Don Rafal, acredite que ele cumpriu com a ordem, e em seguida ele avisa María Elena sobre o malvado plano de seu pai, e que María Dolores se levou seu filho para salvá-lo. María Elena reage muito mal e culpa seu pai por seu filho não está a seu lado.
Passa um tempo e o casal del Junco celebra seu aniversario de casamento, em uma celebração onde María Elena conhece Jorge Luis Armenteros, um homem rico que se interessará por ela, mas que se surprende quando María Elena lhe confesa que teve um filho, e pouco tempo depois decide entrar para um convento e ser religiosa. No entanto Alberto, seu filho, vive feliz ao lado de María Dolores, que lhe deu seu sobrenome, Limonta.
Passam os anos e María Elena vive muito triste por seu filho, e Alberto se torna um importante médico. Uma noite chegam vários feridos graves por consequência de um acidente e Alberto decide doar seu sangue para um deles, mas se tratava de Don Rafael, seu próprio avô, que queria sua morte para evitar uma vergonha na familia por parte de María Elena, e que o salvou graças a essa tranfusão de sangue.

## Elenco
| Ator                   | Personagem                             |
| ---------------------- | -------------------------------------- |
| Kate del Castillo      | María Elena del Junco Rivera           |
| Saúl Lisazo            | Aldo Drigani                           |
| Diana Bracho           | Clemencia Rivera de del Junco          |
| Carlos Bracho          | Rafael Del Junco                       |
| Maite Embil            | Matilde Del Junco Rivera de Armenteros |
| Sabine Moussier        | Graciela                               |
| Gabriela Goldsmith     | Adriana Drigani de Rivera              |
| Hugo Acosta            | Alfredo Martínez                       |
| Jorge Antolín          | Jorge Luis Armenteros                  |
| Sergio Corona          | Manuel Puk                             |
| David Ostrosky         | José Rivera                            |
| Francis Laboriel       | María Dolores Limonta "Mamá Dolores"   |
| Irán Castillo          | Isabel Cristina Armenteros Del Junco   |
| Miguel Ángel Biaggio   | Dr. Alberto Limonta                    |
| Raúl Araiza            | El Negro                               |
| Verónica Jaspeado      | Teté Puk de la Reguera                 |
| Ingrid Martz           | Leonor Castro                          |
| Mauricio Bonet         | Eduardo                                |
| Juan Ríos Cantú        | Raúl                                   |
| Ehécatl Chávez         | Bruno                                  |
| Zaide Silvia Gutiérrez | La Loba                                |
| Paulina de Labra       | Rosa                                   |
| Tony Bravo             | Dr. Alejandro Sierra                   |
| Audrey Vera            | Angélica de la Reguera                 |
| Jorge Consejo          | Osvaldo Martínez                       |
| Ricardo Schmall        | Santiago                               |
| Sergio Cataño          | Carlos                                 |
| Daniel Rendón          | Héctor                                 |
| Jorge Capin            | Joe                                    |
| Linda Elizabeth        | Jacinta                                |
| Héctor Sánchez         | El Mudo                                |
| Adalberto Parra        |                                        |
| Karla Graham           |                                        |

## Produção
- História original: Félix B. Caignet
- Versão livre para T.V.: Fernanda Villeli, Marcela Fuentes Berain
- Edição literária: Valentina Sánchez Villenave
- Tema de entrada: Quisiera
- Intérprete: Alejandro Fernández
- Escenografía: María Teresa Ortiz
- Ambientação: Diana Riveramuti
- Desing de vestuário: Martha Leticia Rivera
- Desing de imagem: Televisa San Ángel
- Editores: Ángel Domínguez, Omar Blanco
- Musicalizadores: Jesús Blanco, Julio César Blanco
- Chefes de produção: Juan Nápoles, Francisco Sosa
- Gerente de produção: Martín Tamez Almada
- Diretor de câmeras: Carlos Sánchez Zúñiga
- Coordenador geral: Juan Antonio Arvizu V.
- Diretor de cena: Sergio Cataño
- Produtor associado: Rafael Urióstegui
- Produtor ejecutivo: Carlos Sotomayor

## Audiência
Em sua exibição original, no horário das 21 horas, teve média de 23.8 pontos. Esse índice é considerado mediano visto que sua antecessora, Abrázame muy fuerte, fez grande sucesso alcançando a média 
de 29.6 pontos de audiência.

## Transmissão
Em 5 de fevereiro de 2001, segunda-feira, o El Canal de las Estrellas começou a exibir El derecho de nacer em seu horário nobre, às 21 horas, substituindo Abrázame muy fuerte. Seu último capítulo foi ao ar em 25 de maio de 2001, tendo Sin pecado concebido como substituta.
Foi reprisada pelo TLNovelas de 10 de junho a 9 de agosto de 2019, substituindo Para volver a amar e sendo substituída por Alma de hierro.[carece de fontes?]

## Exibição Internacional
Canal Caracol
 América Televisión
 Gama TV
 Megavisión
 Telemicro
 TVN
 El Trece (2001)
 Telecanal y Ciudad Magazine
 Telefuturo (2001)
 Latele y Unicanal
 Teledoce (2001)
 Laquince y VTV
 Univisión
 Telefutura
 Univision tlnovelas
 TLNovelas
 Acasa TV
 Venevisión

## Prêmios e Indicações
| Ano  | Premiações                   | Categoria                 | Nomeações    | Resultado |
| ---- | ---------------------------- | ------------------------- | ------------ | --------- |
| 2002 | Prêmios El Heraldo de México | Melhor Atriz em Televisão | Diana Bracho | Indicada  |